# Lappföld (svéd tartomány)
Lappföld (svéd: Lappland, észak-számi: Sápmi, finn: Lappi, latin: Lapponia) egy tartomány Svédország legészakibb részén. Határos Jämtland, Ångermanland, Västerbotten és Norrbotten tartományokkal valamint Norvégiával és Finnországgal. Svédország szárazföldi területének csaknem egynegyedét teszi ki. A tartomány Västerbotten és Norrbotten megyékhez tartozik, kivéve egy kis részt délnyugaton, amely Jämtland megye részét képezi.
Lappföld eredetileg keletebbre nyúlt, azonban 1809-ben az Orosz Birodalom annektálta a svéd birodalom keleti részét és létrehozta a Finn Nagyhercegséget, ami Lappföldet egy svéd és egy finn részre osztotta, s amelyek ma is fennállnak.

## Története
Lappföld története sok szempontból kapcsolódik Norrbotten és Västerbotten megye történetéhez, mivel Lappland történelmi tartomány kapcsolódik ezekhez a megyékhez. A középkorban Norrbotten/Lappland „senki földje” volt. A területet akkoriban nomád számik lakták, de a régiót fokozatosan svéd, finn és norvég telepesek vették át - különösen a partok és a nagy folyók mentén. A középkortól kezdve a svéd királyok megpróbálták kolonizálni és kereszténységet bevezetni a területet, a jelenleg Finnországból és Dél-Svédországból származó telepesekkel. A domináns svéd kultúrába történő széles körű asszimiláció ellenére a finn és a számi kisebbségek továbbra is fenntartják kultúrájukat és identitásaikat.
Mindazonáltal a 17. és a 18. században a lappföldiek általában elhagyták eredeti sámánizmusukat és áttértek lutheranizmusra. A 19. század óta Lappföld vallását a laestadianizmus jellemzi.
A Svédország 19. század végi iparosodása során a Lappföld és a környező tartományok természeti erőforrásai (vízenergia, fa és ásványok) kulcsszerepet játszottak. Így a bányászat, az erdőgazdálkodás és a vízenergia a helyi gazdaság gerincét képezi, az önkormányzati szolgáltatásokkal együtt. A munkanélküliség azonban évtizedek óta viszonylag magas volt, ezért sok fiatal távozik a nagyobb part-menti városokba vagy Svédország déli részére.

## Földrajza
Lappföld nyugati határa a skandináv hegység mentén húzódik. A táj nagyrészt hegyvidéki terület. Nyugaton a hegyek, keleten a fennsíkok dominálnak. A felszín kb. 47%-a magasabb, mint 500 méter a tengerszint felett és a területe 109 702 négyzetkilométer, valamivel nagyobb mint Magyarország. A legmagasabb pont Kebnekaise déli csúcsa, amely egyben Svédország legmagasabb hegycsúcsa 2111 méterrel. Svédországban mind a tizenkét csúcs amelynek magassága meghaladja a 2000 métert, Lappföldön található.
Lappföld természete nagyrészt erdőkből (tűlevelű erdők és molyhos nyírfák), tundrából és hegyvidékből áll.

### Tavak
| - Akkajaure - Hornavan - Stora Lulevatten - Storavan - Storuman | - Torneträsk - Uddjaure - Virihaure - Malgomaj |

### Folyók
| - Lule älv - Kalix älv - Pite älv - Skellefte älv - Torne älv - Ume älv | - Ångermanälven - Vindelälven - Öre älv - Lögde älv - Byske älv |

### Nemzeti parkok

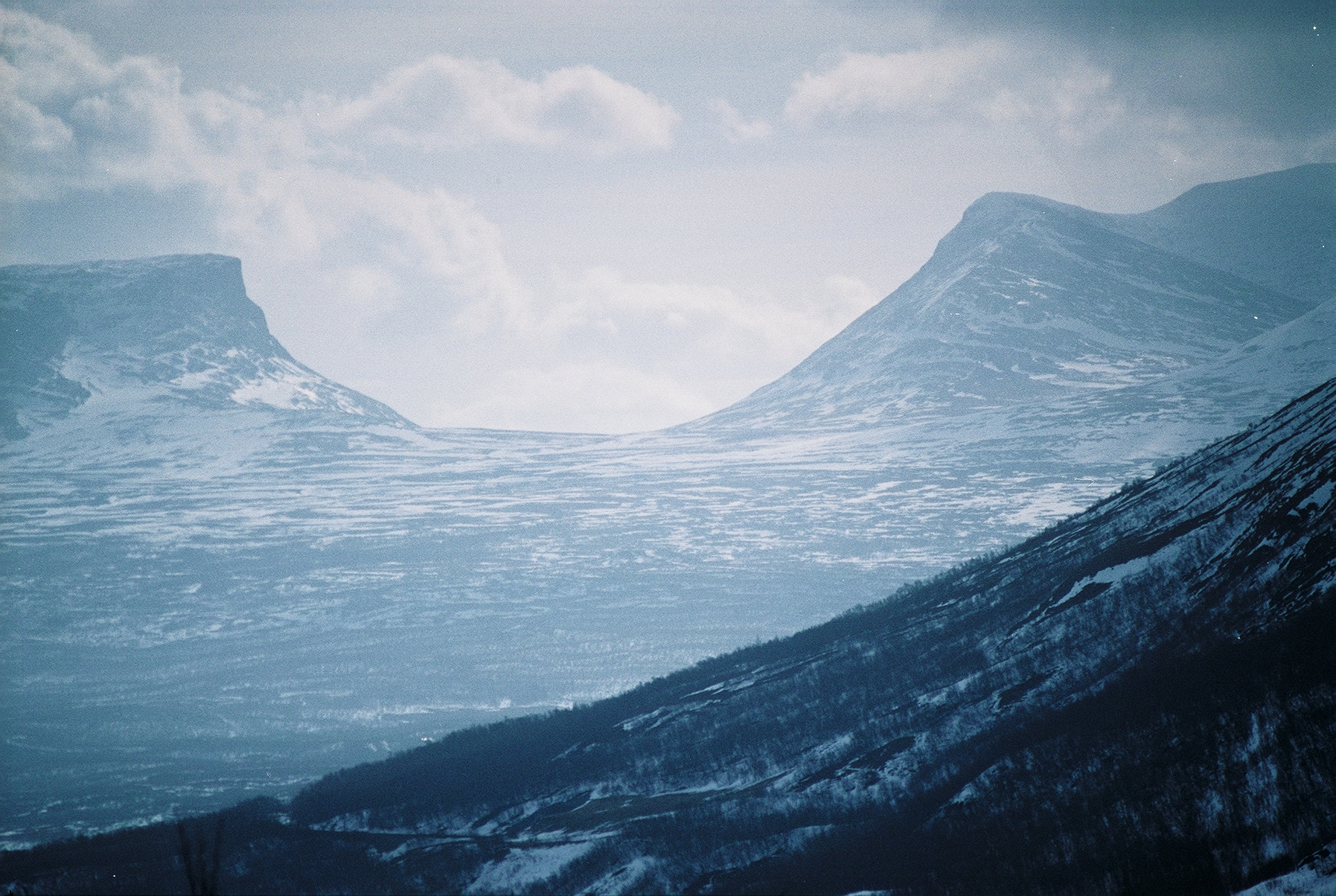
Lapporten (A lapp kapu)

Lappföldön van a Vindelfjällen Természetvédelmi Területet, amely Svédország egyik legnagyobb természetvédelmi területe. Különböző részeit az UNESCO Világörökség részének nyilvánították, mint például a lapponiai térséget. A tartományban találhatók Észak-Európa legrégebbi és leglátványosabb nemzeti parkjai, mint például a Sarek Nemzeti Park amit 1909-ben alapítottak.
- Abisko
- Björnlandet (Medveföld)
- Muddus
- Padjelanta
- Sarek
- Stora Sjöfallet (A nagy vízesés)
- Vadvetjåkka

## Közigazgatás
A svéd történelmi tartományok nem szolgálnak közigazgatási vagy politikai célokat, csak kulturális és történelmi jelentőségük van. Közigazgatási szempontból Lappföld képezi két svéd megye nyugati részét, északon a Norrbotten megye és délen Västerbotten megye. Svédország legtöbb más területével ellentétben inkább a „megyékkel” azonosulnak, mint a „régiókkal”. Így aztán ezekben a megyékben a legtöbb ember az egész megyére utal, beleértve Lappföld idevágó területeit is, amikor „Norrbotten” vagy „Västerbotten” -t mondják.
A számi származású állampolgárok jogosultak a svéd  Számi parlamenti választásokon való jelölésre és szavazásra. A számi nyelv hivatalos kisebbségi státusszal rendelkezik Kiruna község, Gällivare község, Jokkmokk község és Arjeplog község területén.

## Népesség
2017. december 31-én a svéd Lappföld népessége 91 333 volt.  A többi történelmi Lappfölddel együtt az összlakosság kb. 250 000. A legnagyobb városok Kiruna 23 178, Gällivare 18 123 és Lycksele 12 177 lakossal.
Norrbotten megyében:
- Kiruna (23178)
- Gällivare (18123)
- Jokkmokk (5072)
- Arjeplog (2887)
- Arvidsjaur (6471)

Västerbotten megyében:
- Lycksele (12177)
- Vilhelmina (6829)
- Storuman (5943)
- Malå (3109)
- Åsele (2814)
- Dorotea (2740)
- Sorsele (2516)

## Fordítás
- Ez a szócikk részben vagy egészben  a   Lapland (Sweden) című angol Wikipédia-szócikk fordításán alapul.  Az eredeti cikk szerkesztőit annak laptörténete sorolja fel. Ez a jelzés csupán a megfogalmazás eredetét és a szerzői jogokat jelzi, nem szolgál a cikkben szereplő információk forrásmegjelöléseként.
- Ez a szócikk részben vagy egészben  a   Lappland, Sverige című svéd Wikipédia-szócikk fordításán alapul.  Az eredeti cikk szerkesztőit annak laptörténete sorolja fel. Ez a jelzés csupán a megfogalmazás eredetét és a szerzői jogokat jelzi, nem szolgál a cikkben szereplő információk forrásmegjelöléseként.